# Slowenische Philharmonie (Gebäude)

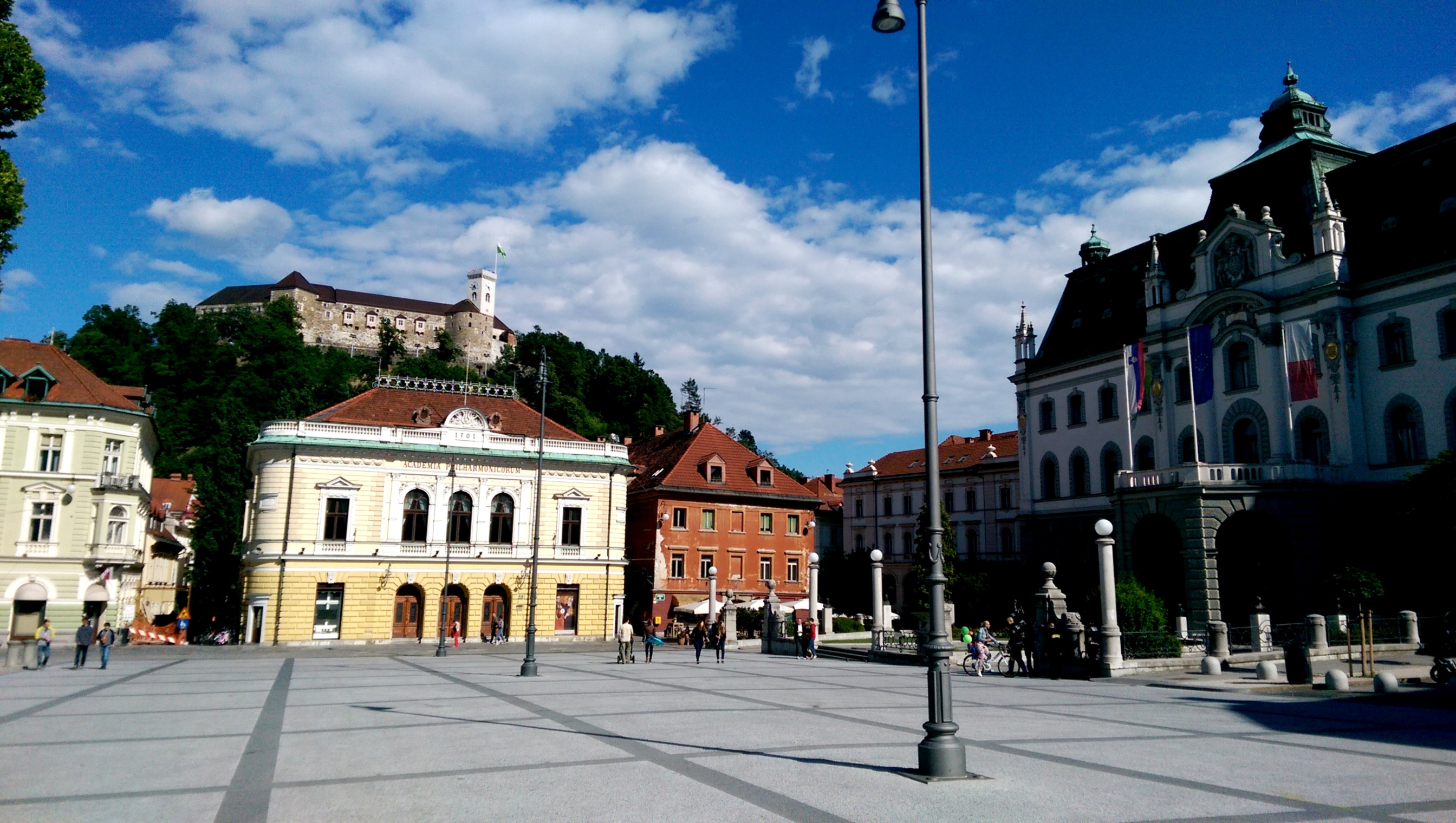
Philharmonie-Gebäude am Kongressplatz vor der Burg von Ljubljana

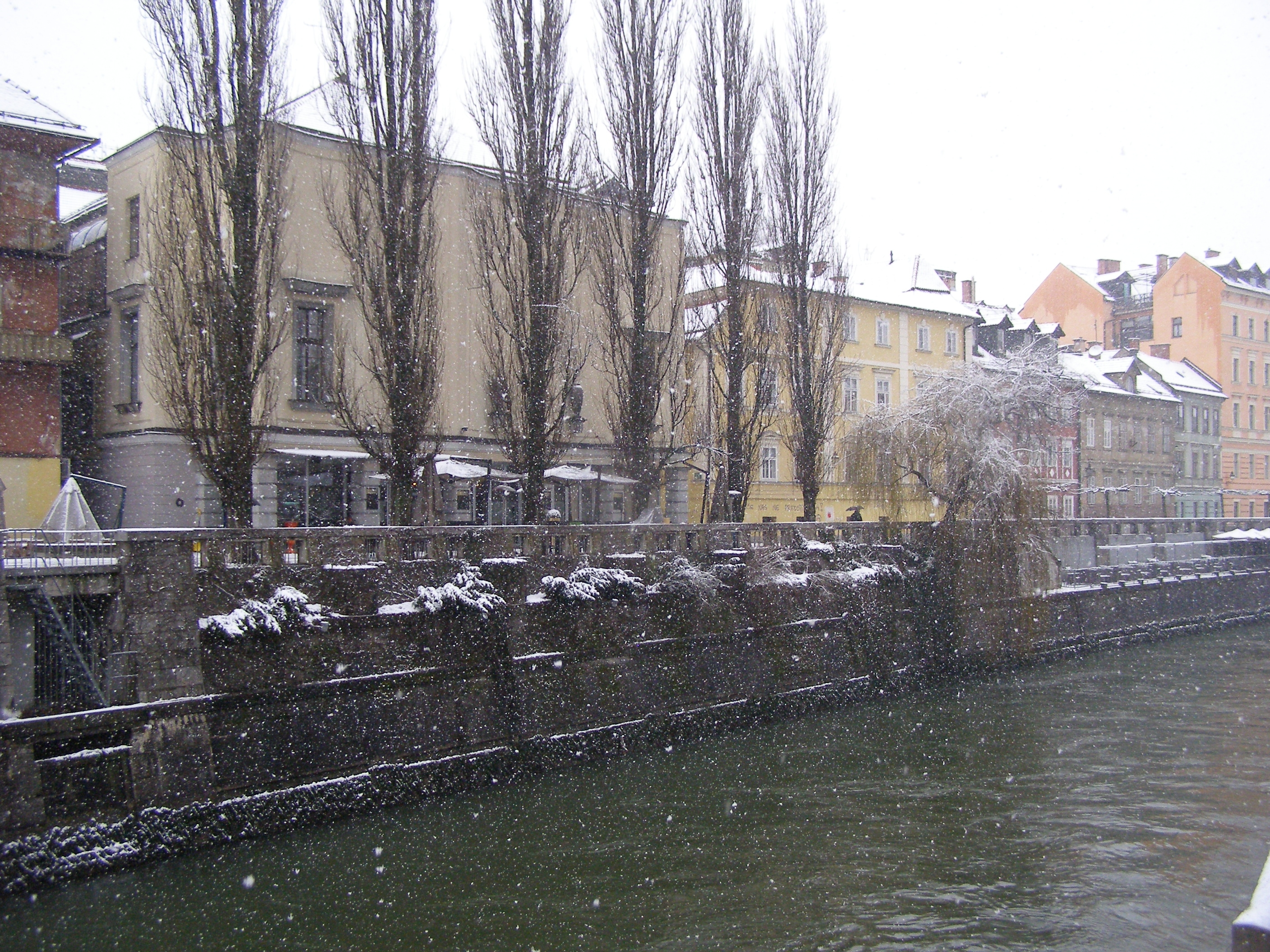
Rückseite des Philharmonie-Gebäudes an der Ljubljanica

Das Gebäude der Slowenischen Philharmonie, kurz Slowenische Philharmonie oder Philharmonie genannt, ist ein Konzerthaus am Kongressplatz in Ljubljana. Es beherbergt das Orchester der Slowenischen Philharmonie.
Im Gebäude gibt es zwei Säle: den Großen (die Gesamtzahl der Sitzplätze beträgt 507) und den Kleinen Saal. Sie wurden anlässlich des 100-jährigen Bestehens des Philharmonie-Gebäudes in Marjan-Kozina-Saal (Großer Saal) und Slavko-Osterec-Saal (vormals Kleiner Saal) umbenannt. Auf der Treppe hängen Fotos von Tourneen oder Konzerten mit berühmten Dirigenten und Solisten und im Foyer befindet sich eine Sammlung von Karikaturen slowenischer Komponisten.
Im Jahr 2008 erklärte die Regierung der Republik Slowenien es zum Kulturdenkmal von nationaler Bedeutung.

## Geschichte
Das Gebäude steht an der Stelle des Gebäudes, in dem sich das Stanovsko-Theater befand, das 1887 durch einen Brand zerstört wurde.
Der Neubau wurde vom Architekten Adolf Wagner im Auftrag der Philharmonischen Gesellschaft entworfen. Das Gebäude wurde nach seinen Plänen aus dem Jahr 1888 zwischen 1889 und 1891 erbaut und einige Jahre nach dem großen Erdbeben in Ljubljana vollständig fertiggestellt.
Die größte Veränderung erfuhr es im Jahr 1937, als an der Flussseite ein von Jože Plečnik entworfener Anbau mit einer Kolonnade angebaut wurde und der Hauptsaal einen Balkon erhielt. Bei einer Sanierung im Jahr 2001 wurde die Kolonnade verglast, ohne dass es zu größeren Veränderungen am Gebäude kam.